# Ц
Pour les articles homonymes, voir Tse.

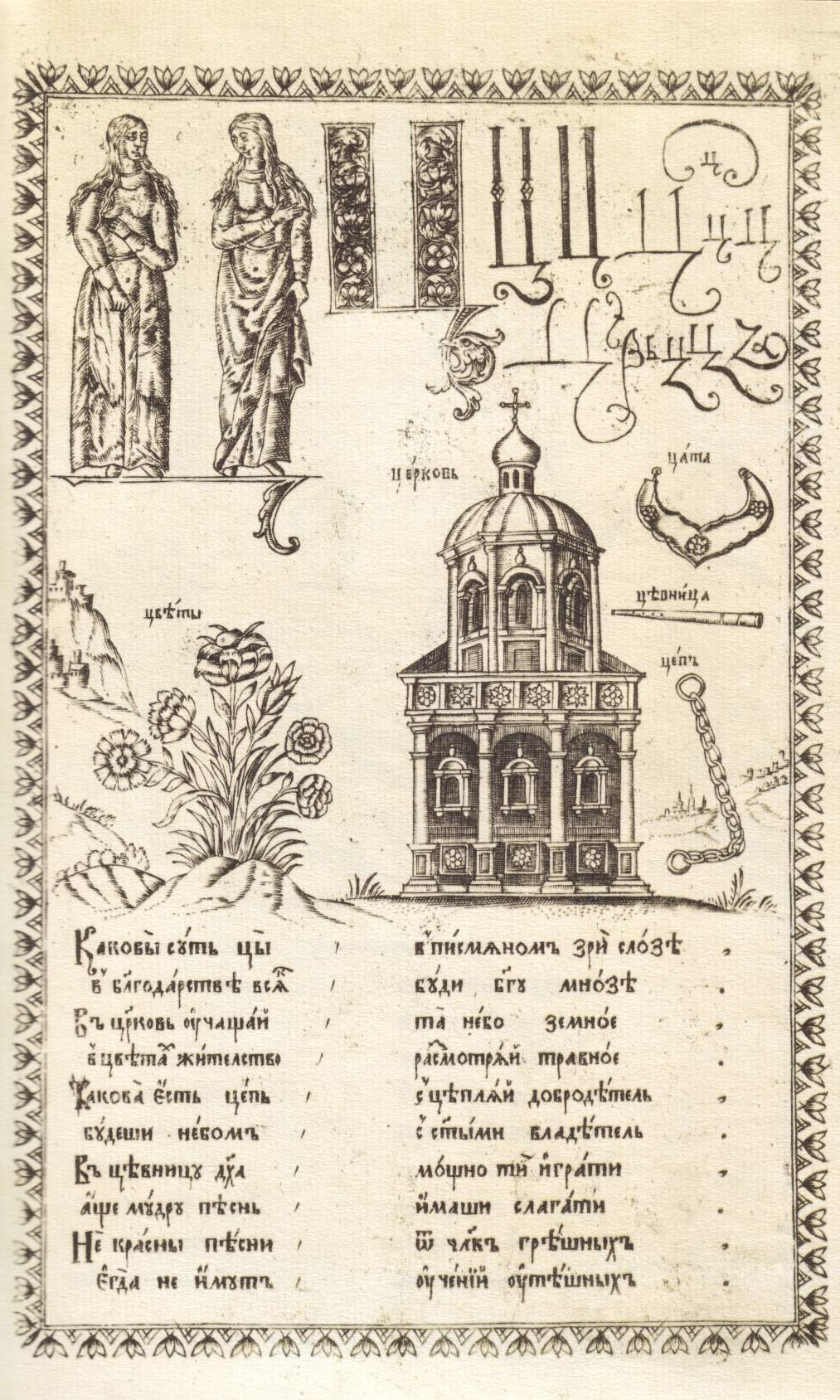
Les formes du tsé dans l’Alphabet de Karion Istomin de 1694.

Le tsé (capitale Ц, minuscule ц) est une lettre de l'alphabet cyrillique utilisée en abkhaze, azéri, biélorusse, bosnien, bulgare, kazakh, kirghiz, macédonien, ossète, ouzbek, serbe, russe, tadjik, et ukrainien.

## Représentations informatiques
Le tsé peut être représenté avec les caractères Unicode suivants :
| formes    | représentations | chaînes de caractères | points de code | descriptions                    |
| --------- | --------------- | --------------------- | -------------- | ------------------------------- |
| capitale  | Ц               | Ц                     | U+0426         | lettre majuscule cyrillique tsé |
| minuscule | ц               | ц                     | U+0446         | lettre minuscule cyrillique tsé |